# Paraheterorhabdus longispinus
Paraheterorhabdus longispinus is een eenoogkreeftjessoort uit de familie van de Heterorhabdidae. De wetenschappelijke naam van de soort is voor het eerst geldig gepubliceerd in 1949 door Davis.